# Karpaty

1. Zewnętrzne Karpaty Zachodnie
2. Centralne Karpaty Zachodnie
3. Wewnętrzne Karpaty Zachodnie
4. Zewnętrzne Karpaty Wschodnie
5. Wewnętrzne Karpaty Wschodnie
6. Karpaty Południowe
7. Góry Zachodniorumuńskie i Wyżyna Transylwańska
I. Podkarpacie
II. Równiny Południoworumuńskie
III. Kotlina Panońska

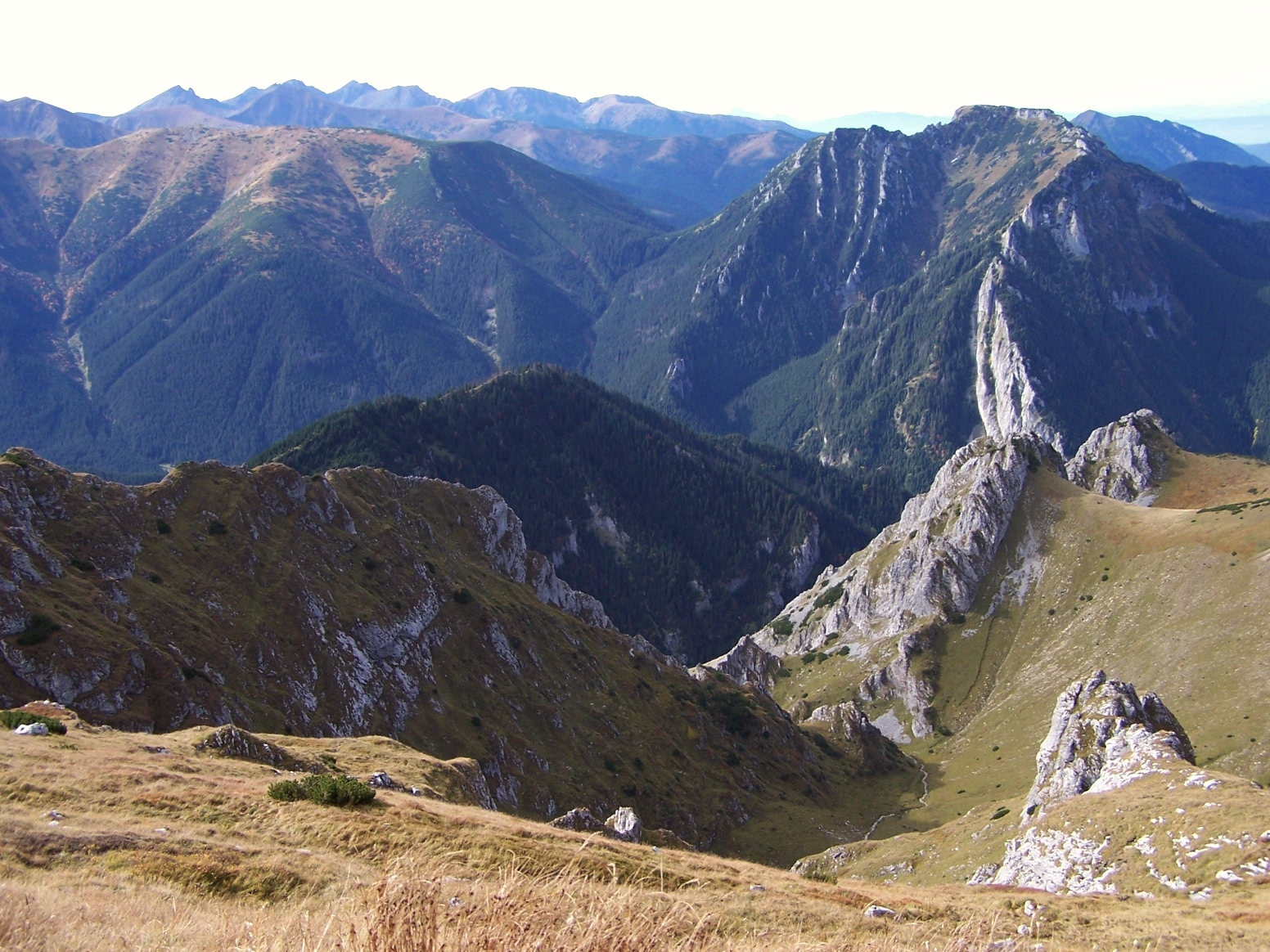
Tatry Zachodnie

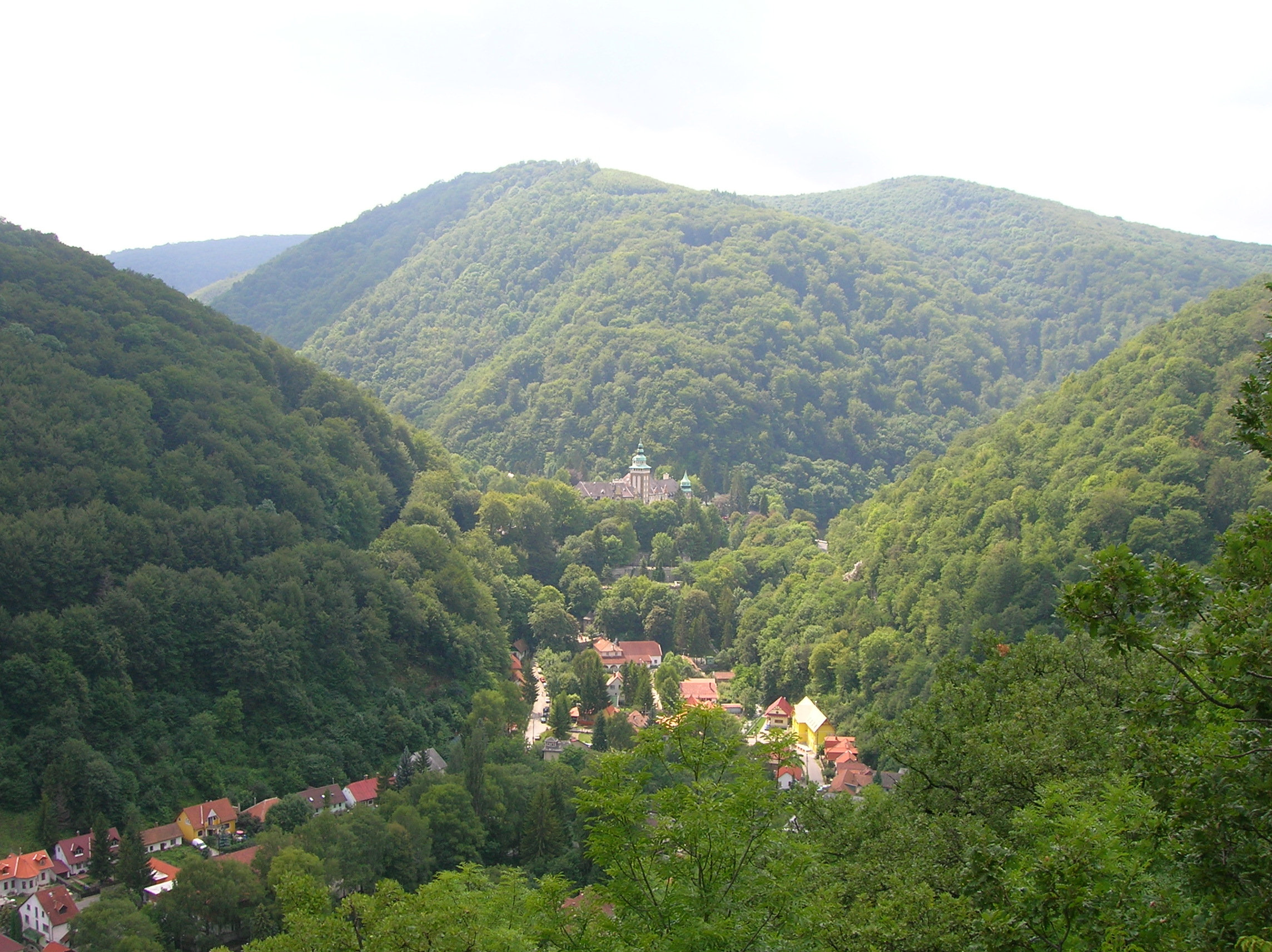
Góry Bukowe

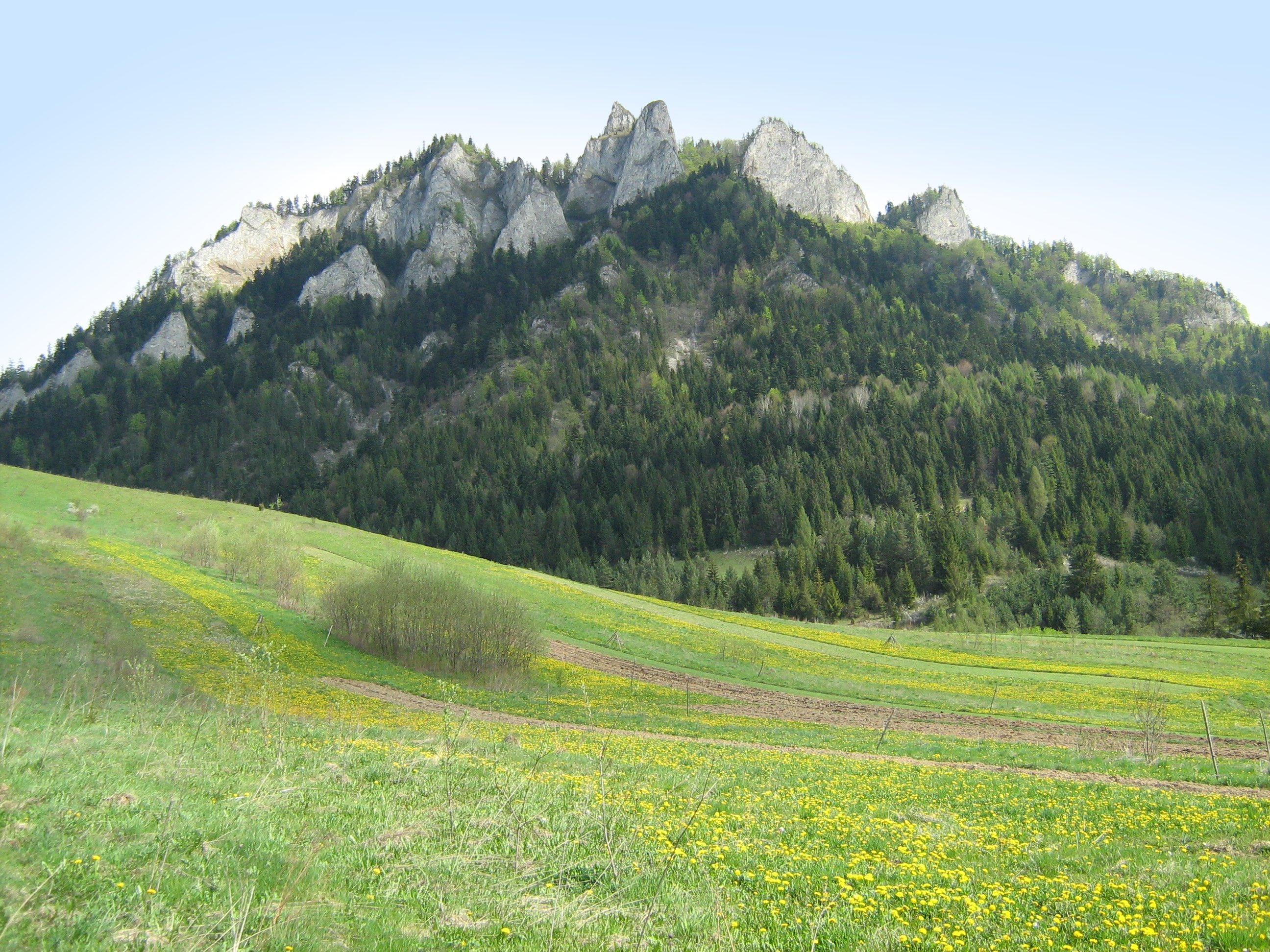
Trzy Korony (Pieniny)

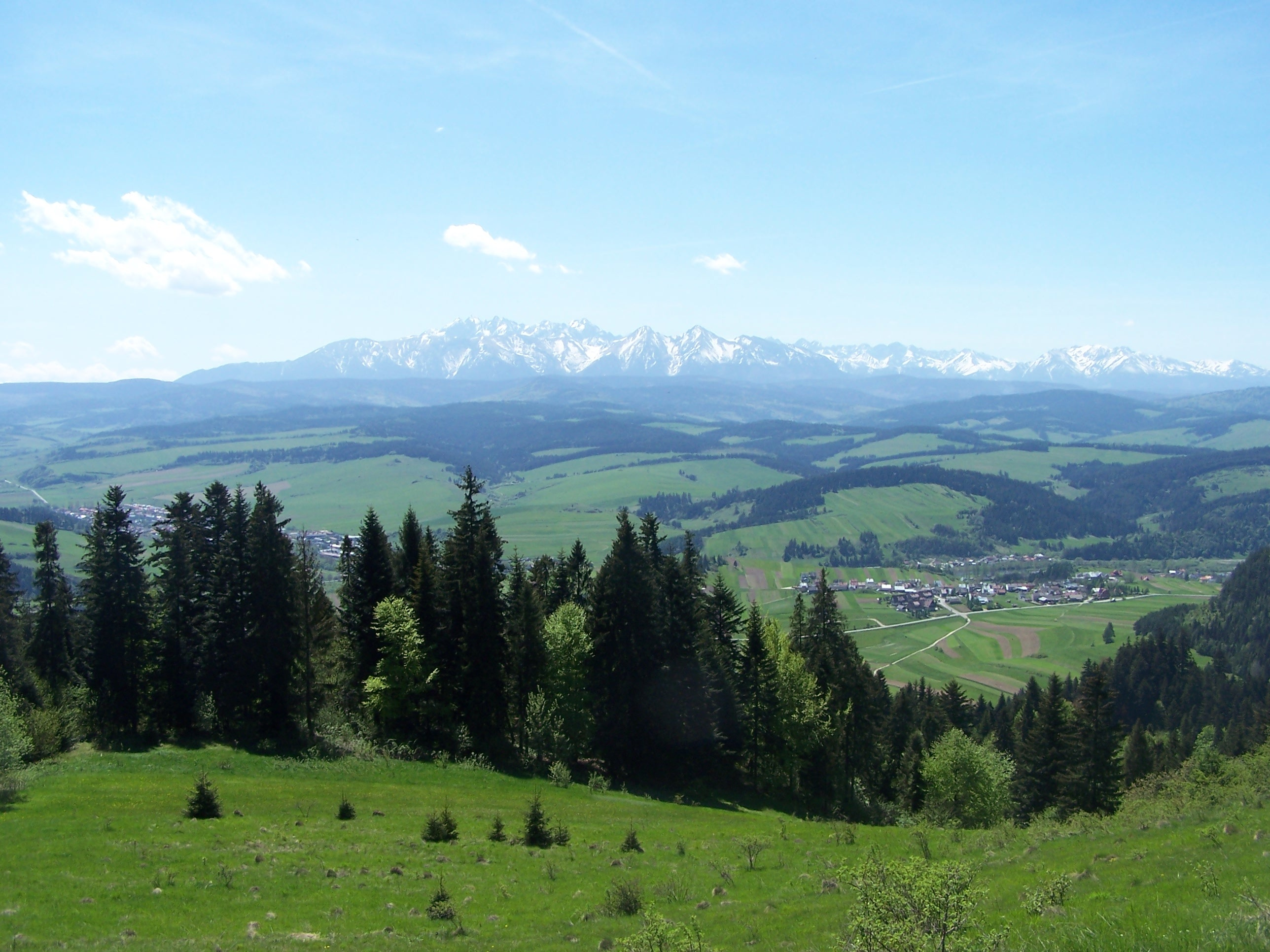
Tatry – widok z Pienin

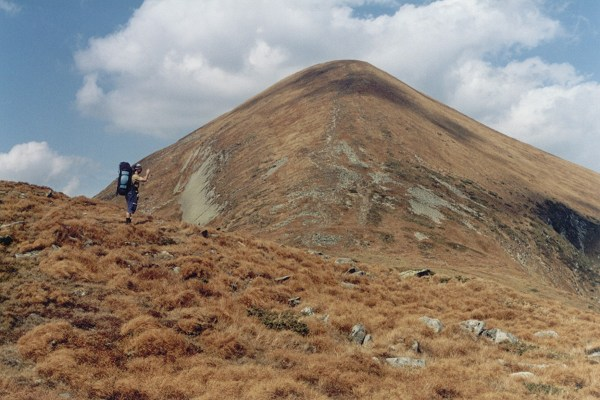
Howerla, Czarnohora

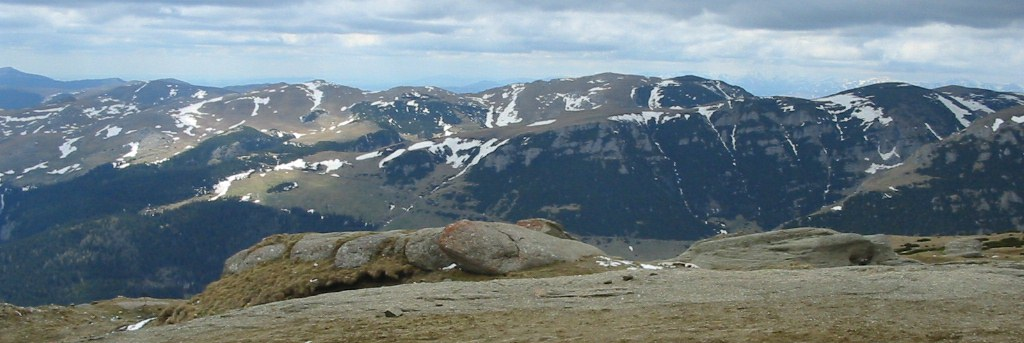
Bucegi

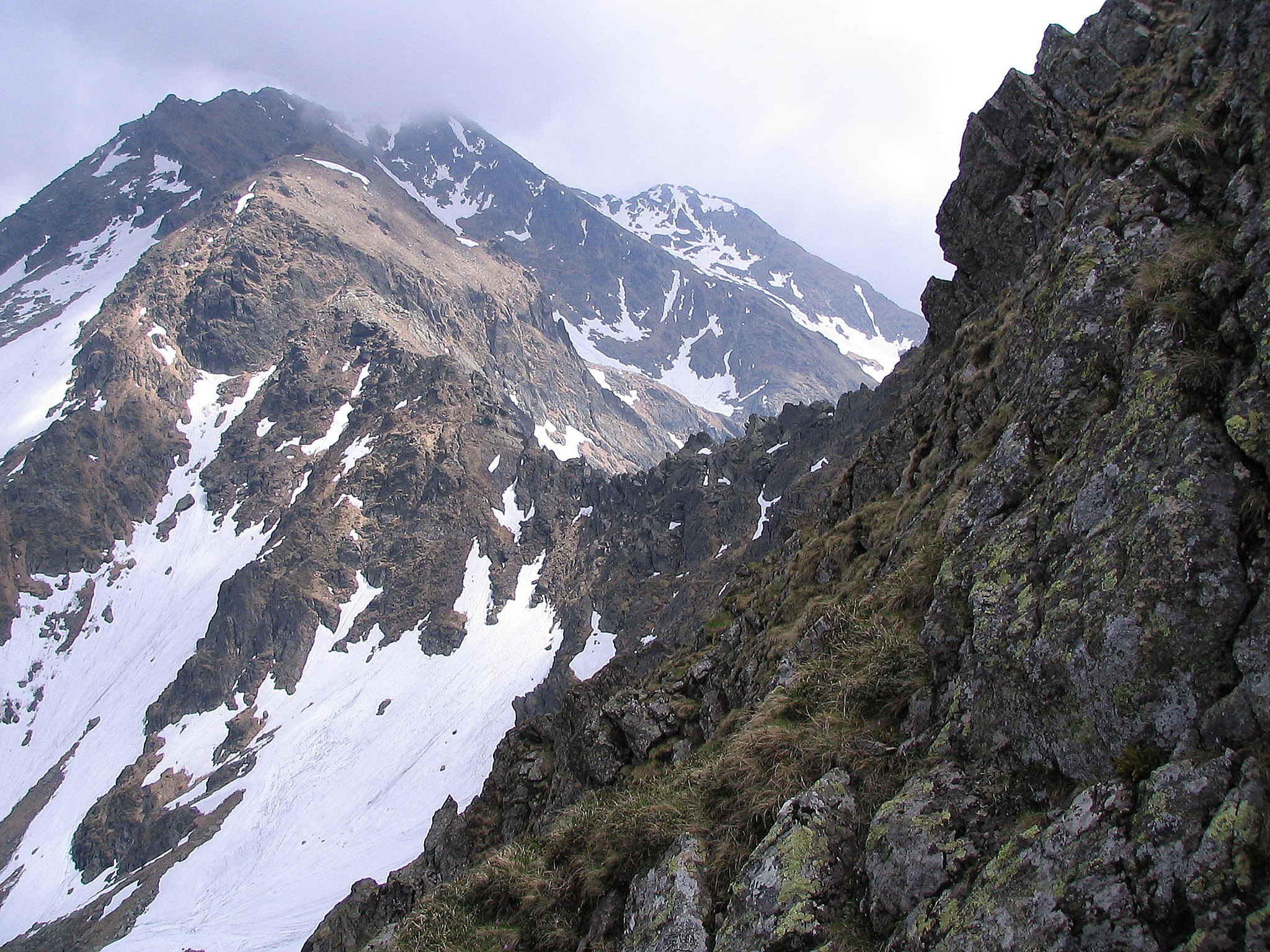
Góry Fogaraskie

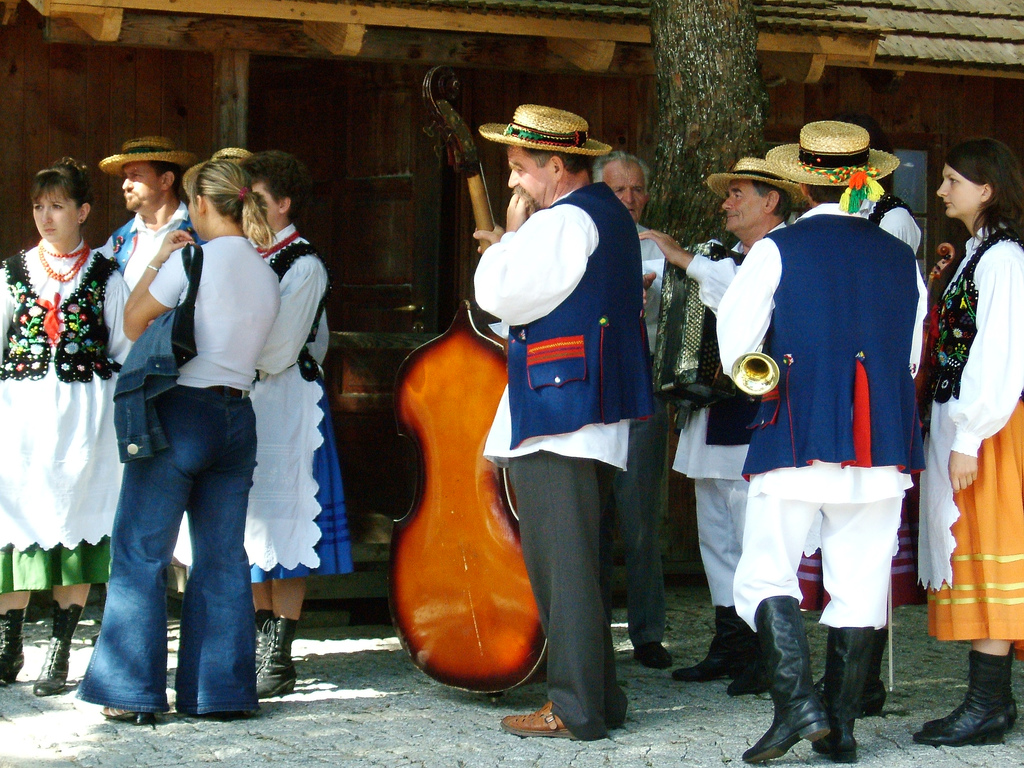
Pogórzanie, Doły Jasielsko-Sanockie

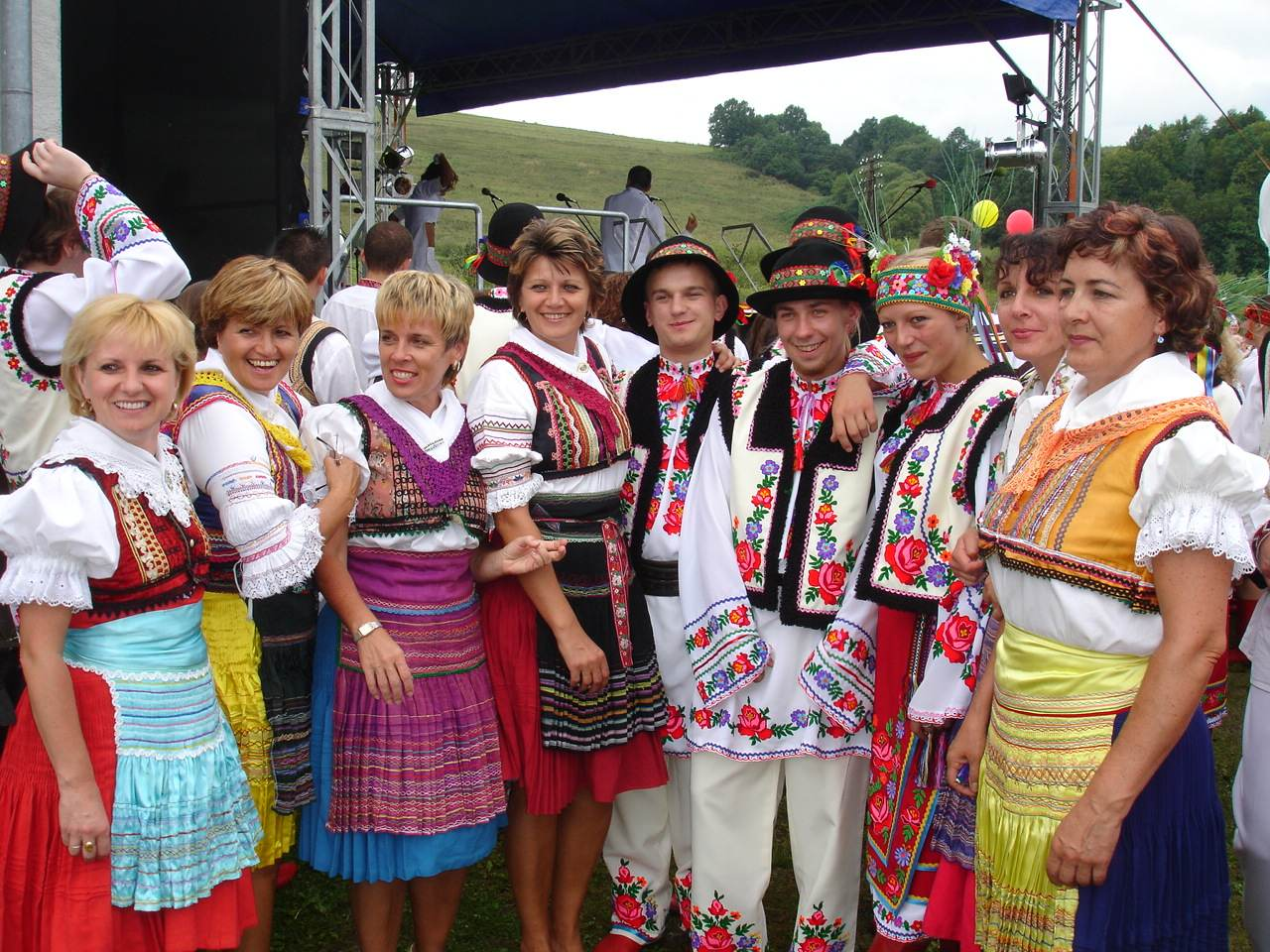
Karpatorusinki w strojach ludowych z Preszowa

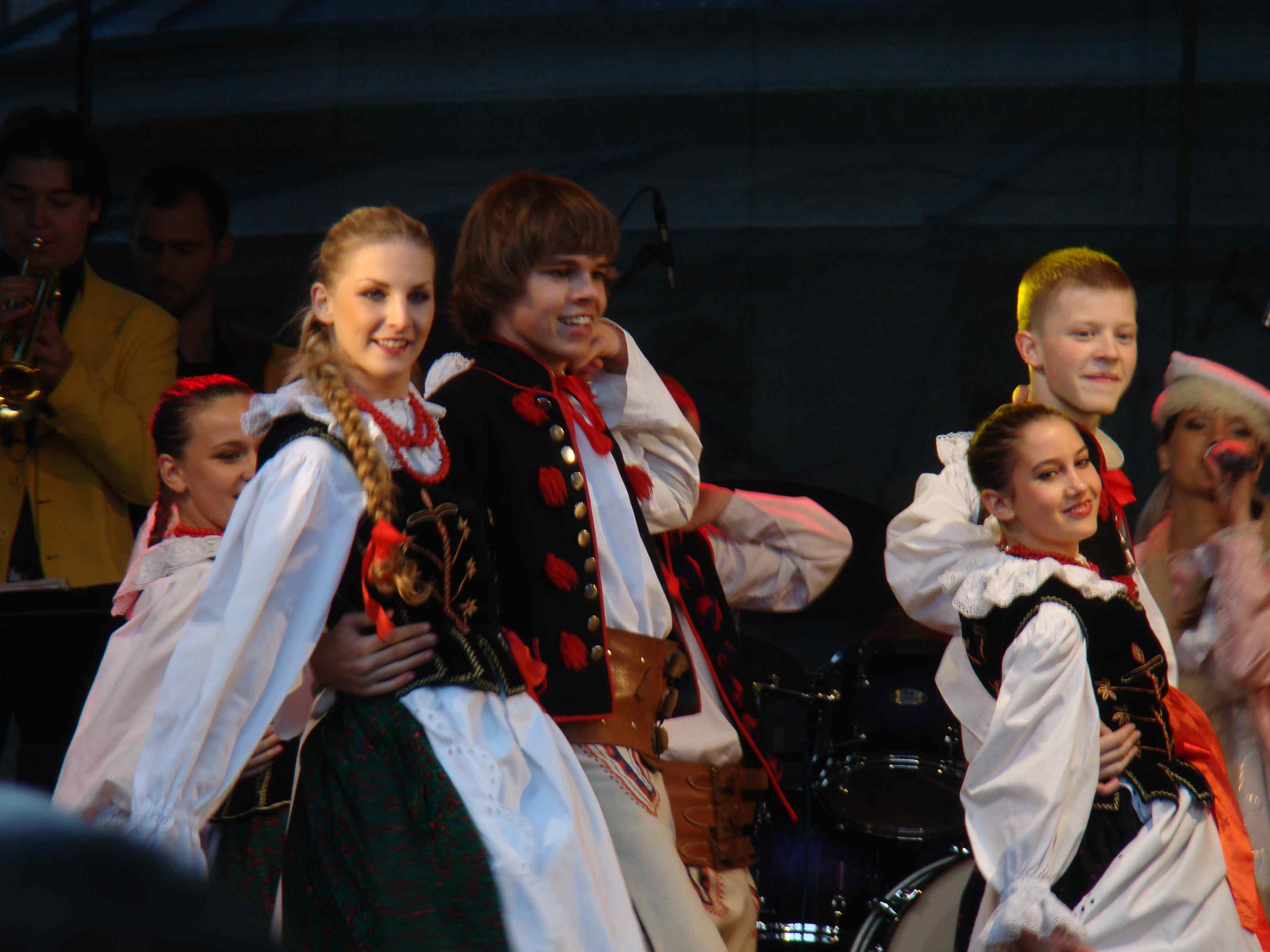
Górale żywieccy (2008)

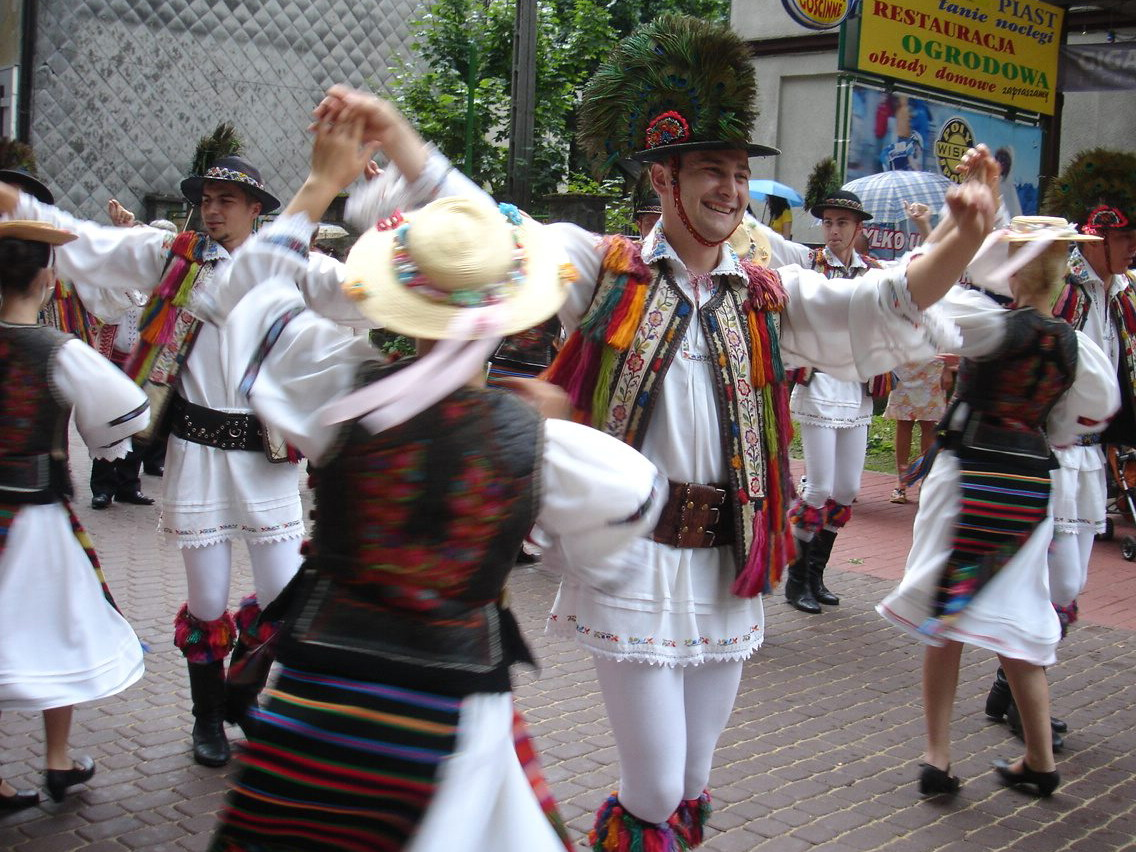
Rumuński zespół folklorystyczny z Kluż-Napoka, Siedmiogród

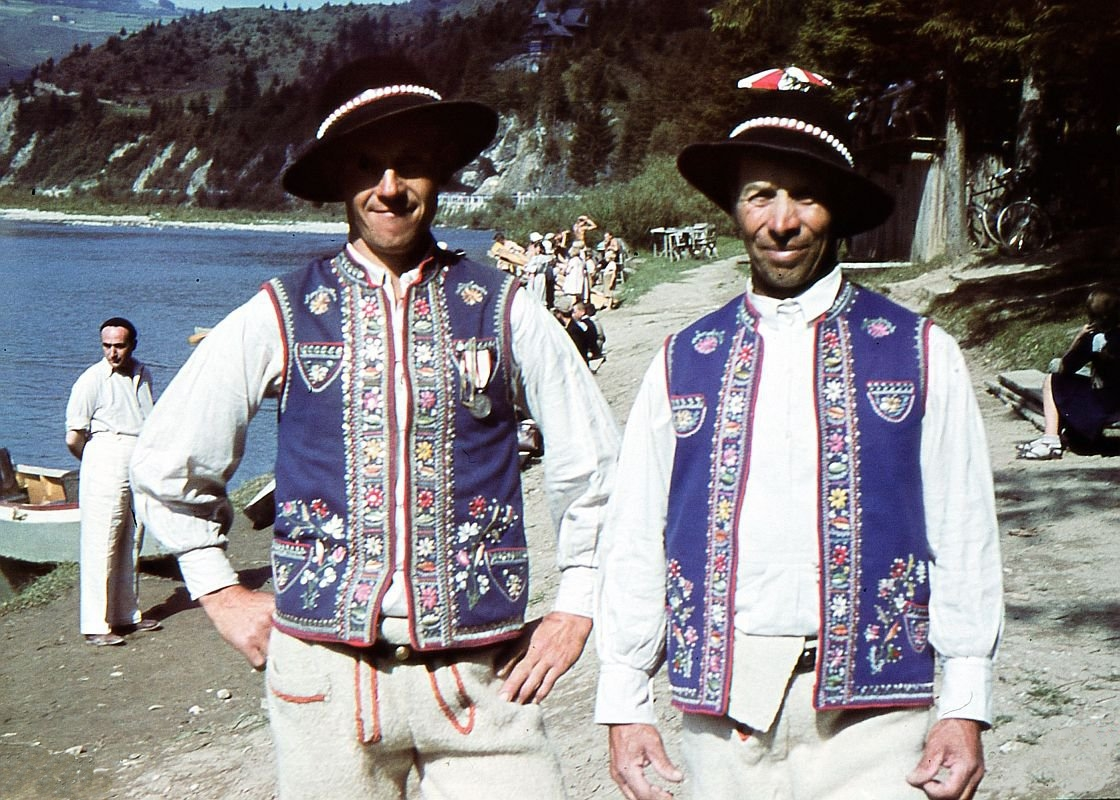
Flisacy w Szczawnicy nad Dunajcem

Karpaty (51-54) (węg. Kárpátok; rum. Carpați; ukr. i serb. Карпати; rus. Карпаты; cz. i słow. Karpaty; niem. Karpaten) – łańcuch górski w środkowej Europie (jeden z największych w tej części świata), ciągnący się łukiem przez terytoria ośmiu krajów: Austrii, Czech, Polski, Słowacji, Węgier, Ukrainy, Rumunii i Serbii. Najwyższy szczyt Gerlach ma wysokość 2655 m n.p.m.

## Nazwa
Nazwa „Karpaty” pochodzi najprawdopodobniej od nazwy dackiego plemienia Karpów, mieszkających w pierwszym tysiącleciu naszej ery na terenie Karpat Wschodnich. Wymienia ją Ptolemeusz w II wieku naszej ery (w postaci Karpates Oros). Być może nazwa ta wywodzi się od indoeuropejskiego słowa korpata – „góra”, „skała”. Inną hipotezą jest jej pochodzenie od przedindoeuropejskiego cara – „kamień”. W XIII- i XIV-wiecznych oficjalnych dokumentach węgierskich Karpaty pojawiają się pod nazwą Thorchal bądź Tarczal lub rzadziej jako Montes Nivium. W Polsce po raz pierwszy użył nazwy „Karpaty” Stanisław Staszic w XIX wieku w dziele O ziemiorództwie Karpatów i innych gór i równin Polski (1815).

## Geografia
Karpaty wchodzą w skład wielkiego systemu górskiego – łańcucha alpejsko-himalajskiego. Stanowią drugi co do powierzchni łańcuch górski Europy. Zajmują powierzchnię 190 tys. km², z tego w Polsce 19,6 tys. km² (6,3% powierzchni państwa). Stanowią centralną główną część Regionu Karpackiego, który poza nimi obejmuje również pas obniżeń związanych geologicznie z Karpatami – Podkarpacie, Równiny Południoworumuńskie i Kotlinę Panońską.
Od Alp oddzielone są w okolicach Bratysławy doliną Dunaju. Stąd ciągną się blisko 1300-kilometrowym łukiem, który odgina się w kierunku północno-wschodnim, otaczając Kotlinę Panońską i Wyżynę Transylwańską. Od Gór Wschodnioserbskich oddzielone są ponownie doliną Dunaju (w okolicach rumuńskiego miasta Orşova) – odcinek ten nosi nazwę Żelaznych Wrót. Brama Morawska w Czechach oddziela Karpaty od Sudetów. Szerokość łańcucha karpackiego wynosi od 100 do 250 km.
Karpaty nie stanowią jednego nieprzerwanego łańcucha górskiego, ale raczej składają się z wielu wyróżniających się pod względem geologicznym i orograficznym pasm górskich. Różnorodność krajobrazów jest porównywalna z Alpami. Jednocześnie góry te rzadko osiągają wysokości powyżej 2500 m n.p.m. i dlatego nie są obecnie zlodowacone, jak to ma miejsce w Alpach. Jedynie w Tatrach Wysokich zalegają płaty wieloletniego śniegu oraz trzy niewielkie śnieżniki: Miedziany Śnieżnik w Dolinie Dzikiej, Kapałkowe Śnieżniki w Dolinie Śnieżnej i Mięguszowiecki Śnieżnik w kotle skalnym Bańdzioch w linii spadku Mięguszowieckiej Przełęczy pod Chłopkiem. W plejstocenie było ponad 20 masywów górskich Karpat, w których występowały małe lodowce cyrkowe i dolinne. Karpackie lodowce rzadko przekraczały długość 10 km. Jednym z najsilniej zlodowaconych masywów Karpat były Tatry, które cechuje jedna z najlepiej wykształconych rzeźb polodowcowych.
Łańcuch Karpat zajmuje odpowiednio:
1. na Słowacji 71,7% powierzchni kraju,
2. w Rumunii 47,4% powierzchni kraju,
3. w Czechach 8,5% powierzchni kraju,
4. na Węgrzech 8,3% powierzchni kraju,
5. w Polsce 6,3% powierzchni kraju,
6. na Ukrainie 3,6% powierzchni kraju,
7. w Austrii 0,5% powierzchni kraju,
8. w Serbii 0,4% powierzchni kraju.

Inaczej wygląda stosunek powierzchni ogólnej Karpat, mianowicie:
1. Karpaty rumuńskie zajmują 55,19% powierzchni ogólnej Karpat,
2. Karpaty słowackie zajmują 17,17% powierzchni ogólnej Karpat,
3. Karpaty ukraińskie zajmują 10,60% powierzchni ogólnej Karpat,
4. Karpaty polskie zajmują 9,63% powierzchni ogólnej Karpat,
5. Karpaty czeskie zajmują 3,28% powierzchni ogólnej Karpat,
6. Karpaty węgierskie zajmują 3,78% powierzchni ogólnej Karpat,
7. Karpaty austriackie zajmują 0,18% powierzchni ogólnej Karpat,
8. Karpaty serbskie zajmują 0,17% powierzchni ogólnej Karpat.

Danych tych nie należy traktować jako jedynie słusznych, ponieważ dokładny przebieg granic Karpat może się różnić w zależności od źródła, szczególne kontrowersje budzi zagadnienie zaliczania do tego łańcucha obszaru Gór Wschodnioserbskich.

## Najwyższe szczyty
Najwyższym pasmem Karpat są Tatry, w szczególności ich słowacka część, w której położone są Gerlach (2655 m n.p.m.), Łomnica (2632 m n.p.m.), Lodowy Szczyt (2628 m n.p.m.) i Durny Szczyt (2623 m n.p.m.). Kolejne pasma przekraczające wysokość 2500 m n.p.m. znajdują się na terenie Rumunii, najwyższe z nich są Góry Fogaraskie (Moldoveanu – 2544 m n.p.m.).

## Geologia
Na początku trzeciorzędu w miejscu dzisiejszych Karpat Zachodnich znajdował się rozległy głęboki zbiornik wodny, zwany geosynkliną karpacką. Ponad powierzchnię wody wyrastał granitowy masyw Tatr, tworzący dużą wyspę. Niewielkie wyspy stanowiły również, zbudowane z wapieni wieku jurajskiego, najwyższe części Pienińskiego Pasa Skałkowego. Przez miliony lat gromadziły się w nim przynoszone przez rzeki piaski, żwiry, iły i muły, które pod wpływem ciśnienia zalegających wyżej osadów przeobrażały się w piaskowce, zlepieńce, iłowce i mułowce. Miąższość tych osadów, zwanych fliszem, dochodziła do 6000 m. W czasie orogenezy alpejskiej osady fliszowe zostały sfałdowane i wypiętrzone, wskutek czego powstały Karpaty Zewnętrzne, tworzące dzisiaj Beskidy.

## Podział Karpat
W podstawowym podziale Karpat wyróżnia się następujące części:
- Karpaty Zachodnie
  - Zewnętrzne Karpaty Zachodnie
    - Karpaty Austriacko-Morawskie i Środkowomorawskie (oddzielone od siebie doliną Dyi, a od Karpat Słowacko-Morawskich doliną Morawy, które mogą być traktowane jako część Kotliny Panońskiej),
    - Pogórze Beskidzkie,
    - Karpaty Słowacko-Morawskie,
    - Beskidy Zachodnie i Środkowe.

  - Centralne Karpaty Zachodnie
    - Małe Karpaty,
    - łańcuchy Małofatrzański, Wielkofatrzański, Tatrzański i Niżnotatrzański,
    - Dolina Środkowego Wagu,
    - obniżenia Orawsko-Podhalańskie, Nitrzańsko-Turczańskie i Liptowsko-Spiskie.

  - Wewnętrzne Karpaty Zachodnie
    - Bruzda Hronu,
    - Rudawy Słowackie,
    - kotliny Południowosłowacka i Koszycka,
    - Kras Słowacko-Węgierski,
    - Czerehat,
    - Góry Tokajsko-Slańskie,
    - Średniogórze Północnowęgierskie.
- Karpaty Wschodnie
  - Zewnętrzne Karpaty Wschodnie
    - Beskidy Wschodnie,
    - Karpaty Mołdawsko-Munteńskie,
    - Subkarpaty Wschodnie.

  - Wewnętrzne Karpaty Wschodnie
    - Karpaty Marmaroskie,
    - Kotlina Marmaroska,
    - Góry Rodniańskie,
    - Góry Bystrzyckie,
    - Pasmo Wyhorlacko-Gutyjskie i Łańcuch Kelimeńsko-Hargicki,
    - Obniżenie Gheorgeńsko-Braszowskie.
- Karpaty Południowe
  - grupy górskie Fogaraska, Parâng i Godeanu-Retezat,
  - Poiana Ruscă,
  - Góry Banackie,
  - Subkarpaty Południowe.
- Góry Zachodniorumuńskie
  - Masyw Biharu,
  - Góry Maruszy, Kereszu i Seș-Meseș.
- Wyżyna Transylwańska
  - wyżyny Samoszu i Tyrnawska,
  - Równina Transylwańska,
  - Dolina Środkowej Maruszy,
  - kotliny Fogaraska, Sybińska i Hațeg.
- Góry Wschodnioserbskie

## Ważniejsze przełęcze
Ważne przełęcze w Karpatach to m.in.:
- Przełęcz Dukielska (500 m n.p.m.) – najdogodniejsze przejście z Europy Północnej do Kotliny Panońskiej; trasa europejska E371
- Przełęcz Łupkowska (640 m n.p.m.) – oddziela Karpaty Zachodnie i Wschodnie
- Przełęcz Użocka (853 m n.p.m.) – najdogodniejsze przejście z Europy Wschodniej do Kotliny Panońskiej; linia kolejowa Lwów – Budapeszt
- Predeal (1033 m n.p.m.) – oddziela Karpaty Wschodnie i Południowe

## Ważniejsze rzeki
Karpaty stanowią dział wodny między zlewiskiem Morza Bałtyckiego i Morza Czarnego (w dużym stopniu w zlewni Dunaju). Na terenie Karpat początek swój mają liczne rzeki, najdłuższymi (powyżej 200 km) są:
- Dniestr – 1362 km (Morze Czarne)
- Wisła – 1047 km (Morze Bałtyckie)
- Cisa – 966 km (Dunaj)
- Prut – 953 km (Dunaj)
- Marusza – 883 km (Cisa)
- Aluta – 736 km (Dunaj)
- Seret – 726 km (Dunaj)
- San – 458 km (Wisła)
- Jałomica – 417 km (Dunaj)
- Wag – 403 km (Dunaj)
- Temesz – 359 km (Dunaj)
- Ardżesz – 350 km (Dunaj)
- Jiu – 339 km (Dunaj)
- Buzău – 308 km (Seret)
- Hron – 298 km (Dunaj)
- Samosz – 297 km (Cisa)
- Hornad – 286 km (Dunaj)
- Bystrzyca – 283 km (Seret)
- Dymbowica – 268 (Ardżesz)
- Dunajec – 247 km (Wisła)
- Biały Keresz – 238,5 km (Cisa)
- Mołdawa – 237 km (Seret)
- Ipola – 232,5 km (Dunaj)
- Słona – 229 km (Cisa)
- Wisłok – 228 km (San)
- Târnava – 221 km (Marusza)

## Ludność
Tereny Karpat zamieszkuje obecnie około 15 mln ludzi. Karpaty Południowe i Wschodnie są rzadziej zaludnione od Karpat Zachodnich, ale i tam miejscami występują duże skupiska ludności.
U podnóży Karpat leżą miasta:
- Wiedeń – stolica Austrii, 1,92 mln mieszkańców,
- Bukareszt – stolica Rumunii, 1,82 mln mieszkańców,
- Budapeszt – stolica Węgier, 1,75 mln mieszkańców,
- Kraków – była stolica Polski i jej drugie miasto pod względem liczby ludności, 800 tys. mieszkańców,
- Lwów – najludniejsze miasto zachodniej Ukrainy, była stolica województwa lwowskiego w II RP i była stolica Królestwa Galicji i Lodomerii, 722 tys. mieszkańców,
- Bratysława – stolica Słowacji, 441 tys. mieszkańców,
- Brno – drugie pod względem liczby ludności miasto Czech, stolica Moraw, 382 tys. mieszkańców,
- Kluż-Napoka – największe miasto Siedmiogrodu, 325 tys. mieszkańców,
- Czerniowce – historyczna stolica Księstwa Bukowiny, 265 tys. mieszkańców,
- Koszyce – drugie pod względem liczby ludności miasto Słowacji, stolica kraju koszyckiego, 238 tys. mieszkańców,
- Rzeszów – stolica województwa podkarpackiego, 197 tys. mieszkańców,
- Bielsko-Biała – trzecie pod względem liczby ludności miasto obszaru karpackiego w Polsce, 170 tys. mieszkańców,
- Ołomuniec – historyczna stolica Moraw, 101 tys. mieszkańców.

## Fauna
- świstak tatrzański
- kozica północna
- wilk szary
- niedźwiedź brunatny
- jeleń szlachetny
- żbik europejski
- puchacz zwyczajny
- puszczyk zwyczajny
- salamandra plamista
- żmija zygzakowata
- nornik tatrzański

## Klimat
Klimat Karpat położonych na pograniczu Europy Zachodniej jest kształtowany przez wpływy Oceanu Atlantyckiego i Europy Wschodniej pozostającej pod przemożnym wpływem klimatu kontynentalnego. Średnia roczna temperatura powietrza z wielolecia (1951–2007) na Hali Gąsienicowej wynosi 2,5 °C.

## Przejścia Karpat
Ze względu na długość łańcucha oraz fakt, że leży on na obszarze kilku krajów, przejście całej jego długości jest trudne. Od lat 60. XX wieku podejmowano jednak próby pokonania całego łańcucha w ciągu jednej wyprawy, co ostatecznie udało się po raz pierwszy w roku 1980 wyprawie studentów SKPB Warszawa. W jej skład wchodzili Andrzej Wielocha (kierownik), Piotr Kurowski, Jerzy Montusiewicz, Zdzisław Pecul i Wiesław Tomaszewski. W 2004 roku po raz pierwszy góry samotnie pokonał Łukasz Supergan. Po 38 latach od pierwszego przejścia letniego, w sezonie 2017/2018 Weronika Łukaszewska oraz Sławomir Sanocki dokonali pierwszego zimowego przejścia całego łańcucha Karpat.